# Gretna (Écosse)
Pour les articles homonymes, voir Gretna.
Gretna est un village écossais d'environ 3 000 habitants, situé juste avant la frontière sud-ouest avec l'Angleterre.

## Faune

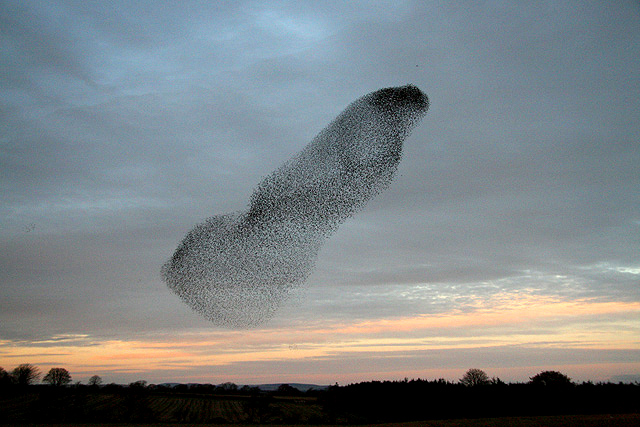
Un essaim de sturnidés au-dessus de Gretna.

Des milliers de sturnidés volent à l’occasion au-dessus de Gretna. Les oiseaux se rassemblent en essaim après une migration de Russie et Scandinavie pour échapper à un hiver plus rude.

## Mariages

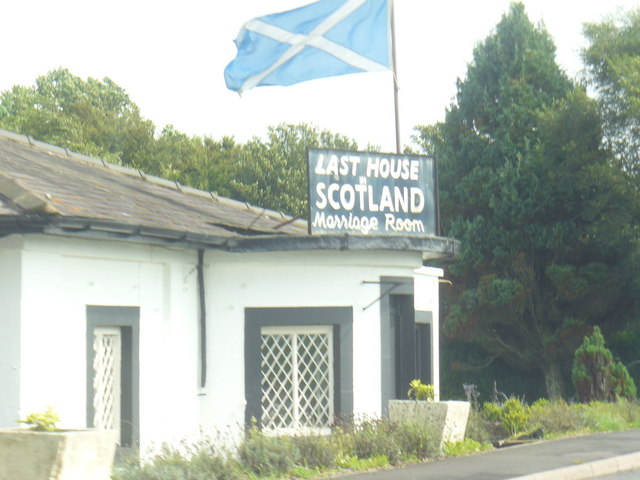
Salle de mariage avant la frontière Anglaise.

En 1753, la loi du Parlement de Grande-Bretagne Marriage Act tente de contrôler les mariages clandestins dans le Royaume d'Angleterre en rendant obligatoire la publication de bans, la célébration dans une église et après l'obtention d'un permis. Les mineurs de moins de 21 ans devaient obtenir l'autorisation parentale pour se marier. Gretna étant située à proximité immédiate de l'Angleterre, les garçons à partir de 14 ans et les filles à partir de 12 ans passaient la frontière pour s'y marier.
De nos jours, un mariage écossais sur six est célébré à Gretna ou Gretna Green[réf. nécessaire].

## Sports
La commune a hébergé le Gretna Football Club, qui a évolué en Scottish Premier League lors de la saison 2007-2008.

## Histoire
La localité est connue pour être le lieu d'implantation de l'HM Factory, Gretna, une grande usine de production de cordite construite lors de la Première Guerre mondiale.

## Galerie

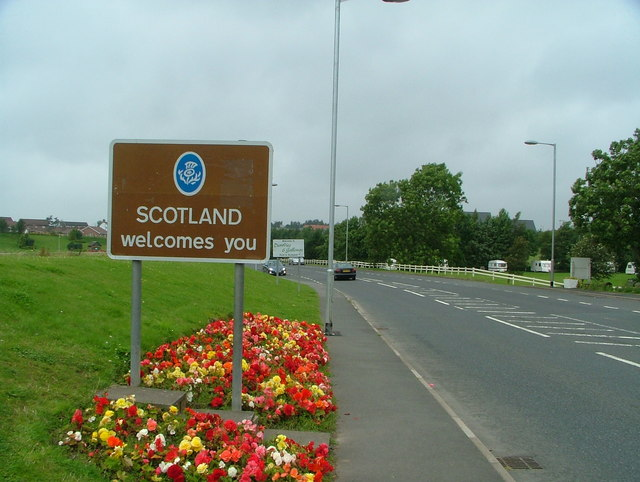
La frontière en entrant en Écosse
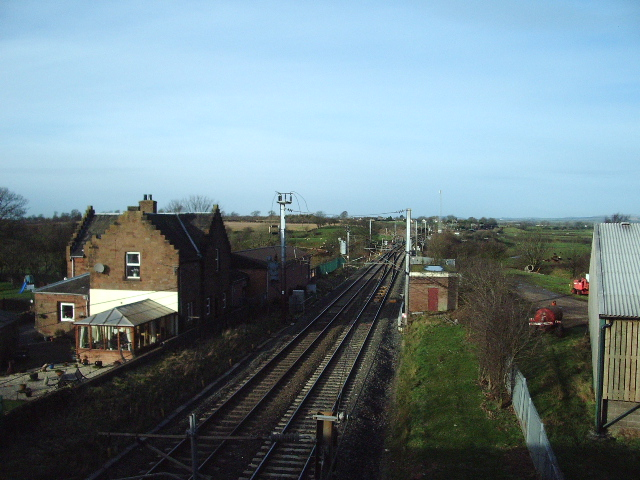
La voie ferrée de Londres à Glasgow
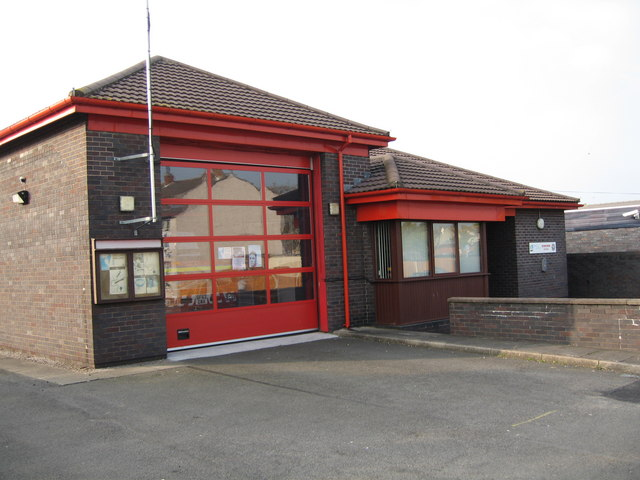
Caserne de pompiers
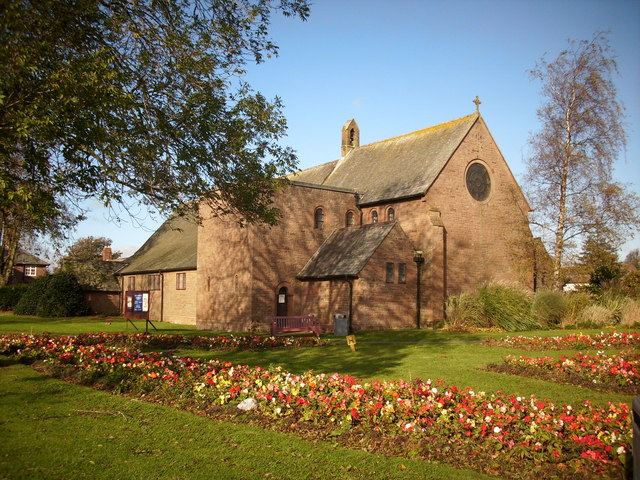
L'église All Saints